# 浙巴蛭
浙巴蛭（学名：Barbronia zhejiangica）为沙蛭科巴蛭属的动物。在中国大陆，分布于浙江等地。该物种的模式产地在浙江三门县。